# Спагетти путтанеска
Спагетти путтанеска (итал. spaghetti alla puttanesca, букв. «спагетти по-путански») — итальянское блюдо, популярная паста. Ингредиентами обычно служат томаты, оливковое масло, анчоусы, оливки, каперсы и чеснок, а также макаронные изделия. Вероятно, происходит из провинции Неаполь, популярно также в регионе Лацио и на Сицилии. В Италии соус путтанеска также называется «sugo alla puttanesca».

## Происхождение
Скорее всего, само блюдо появилось в Италии намного раньше, чем известное нам сегодня название. Первое свидетельство о пасте, приправленной соусом, очень похожим на соус из паста путтанеска, относится к началу XIX века. Знаменитый итальянский кулинар и писатель Ипполито Кавальканти (1787—1859) в своём руководстве «Теоретическая и практическая кулинария» описал несколько рецептов неаполитанской кухни, называя их «Вермишель на оливковом масле, с каперсами, маслинами и соусом из анчоусов». После некоторых спорадических появлений в других неаполитанских кулинарных сборниках, в 1931 году «Гастрономический гид по Италии» (издательство TCI) упоминает его среди фирменных блюд Кампании, определяя как «Maccheroni alla marinara». Хотя предложенный рецепт, по сути, является рецептом современной путтанески. Фактически, в Неаполе данный соус к пасте был известен как aulive e cchiapparielle.

## Этимология
Существуют различные версии относительно того, когда и как возникло название блюда, но большинство из них упоминают середину XX века. Самое раннее известное упоминание о спагетти путтанеска найдено в новелле итальянского писателя Raffaele La Capria «Ferito a Morte» (1961), в которой говорилось, что пасту готовили в Сиракузах. Соус стал популярным в 1960-х годах, по данным Профессионального союза итальянских производителей макаронных изделий. В издании 1971 года наиболее популярной в Италии поваренной книги «Cucchiaio d’argento („Серебряная ложка“)», тем не менее, ещё не было такого рецепта, но были упомянуты два очень похожих: неаполитанские спагетти «Spaghetti alla Partenopea», которые готовят из анчоусов и орегано, и «Spaghetti alla Siciliana» с добавлением зелёного перца, оливок, анчоусов и изюма.
У происхождения названия блюда существует множество версий. Обычно считается, что придумали его проститутки, потому что эта паста готовится быстро, а также из простых ингредиентов, которые не требуют длительного процесса готовки и которые всегда есть под рукой. Иными словами, как и путана, эта паста всегда готова насытить и не занимает много времени. Также существует история о том, что хозяйка борделя в Испанском квартале Неаполя завлекала клиентов не только жрицами любви, но и быстро приготовленными вкусными спагетти. Кроме того, эта паста имеет очень ярко выраженный запах, который манил моряков, изголодавшихся по женскому телу и по вкусной еде. Другой вариант повествует о том, что спагетти путтанеска по своей цветовой гамме похоже на нижнее бельё путан. Красные, чёрные, зелёные, тёмно-фиолетовые ингредиенты острого соуса якобы напоминают яркие одежды проституток. Другие утверждают, что происхождение названия принадлежит реальной девушке, Иветт Ла Франс, которая была вдохновлена своим провансальским происхождением. Иветт, вероятно, была одарена не только фантазией, но и чувством юмора, несколько едкой иронией, которую она, возможно, использовала, чтобы прославлять названием этого блюда самую древнюю профессию в мире.
Также рассказывают о художнике Эдуардо Колуччи с острова Искья (провинция Неаполь). В его доме в Пунта-Молино после Второй мировой войны любила собираться местная богема. Гости спорили об искусстве, читали стихи, писали этюды, пили вино, мечтали и влюблялись. И частенько, когда у хозяина не было денег, он готовил для своих гостей пасту с соусом из того, что у него было, и что росло на его крохотном участке земли. Лишь чуть изменив классический неаполитанский рецепт спагетти алла маринара, он угощал друзей вкуснейшей пастой.
Ещё одна версия происхождения пасты путтанеска описана в итальянской газете «Il Golfo». В 2005 году в ней была размещена статья о том, что спагетти путтанеска (точнее, соус, который лежит в основе рецепта пасты) придумал в 1950-х годах Сандро Петти, совладелец «Rancio Fellone», популярного ресторана и места для ночных посиделок на Искья. Однажды вечером, когда он уже закрывал ресторан, Петти увидел несколько посетителей в ожидании ужина. Владелец ресторана подошёл к ним и прямо сказал, что он не может приготовить им еду, потому что у него почти не осталось продуктов. Но посетители настаивали на заказе, потому что были очень голодны, и поэтому предложили Петти «Facci una puttanata qualsiasi», что в переводе с итальянского примерно звучит как «Приготовь нам что-нибудь из любого мусора (остатков), что у тебя есть». Так и родился рецепт соуса и спагетти путтанеска, которые вскоре вошли в список основных блюд его ресторана.

## Приготовление
Основные ингредиенты для пасты путтанеска — томаты (как основа для томатного соуса sugo), оливковое масло, филе анчоусов, оливки, каперсы и чеснок. Это типичные ингредиенты для неаполитанской версии пасты. В регионе Лацио не используют анчоусы и добавляют в блюдо красный перец чили. Поскольку паста пользуется большой популярностью, кулинары могут добавлять от себя и другие ингредиенты: лук, орегано, базилик. Традиционно пасту готовят из спагетти, но можно использовать и другие виды макаронных изделий: пенне, букатини, лингуине и вермишели.